# Micrurus limbatus
Micrurus limbatus (тукстланський кораловий аспід) — вид отруйних змій родини аспідових (Elapidae). Ендемік Мексики.

## Підвиди
Виділяють два підвиди:
- Micrurus limbatus limbatus Fraser, 1964;
- Micrurus limbatus spilosomus Perez-Higaredo & Smith, 1990.

## Поширення і екологія
Тукстланські коралові аспіди мешкають на низьких і середніх схилах гір Сьєрра-де-лос-Тустлас на півдні Веракрусу. Вони живуть у вологих тропічних лісах і гірських хмарних лісах, трапляються на пасовищах, сільськогосподарських угіллях і у вторинних лісах. Зустрічаються на висоті від 160 до 1050 м над рівнем моря.